# Saleignes
Saleignes est une commune du Sud-Ouest de la France située dans le département de la Charente-Maritime, en région Nouvelle-Aquitaine.
Ses habitants sont appelés les Saleignois et Saleignoises.

## Géographie

### Le cadre géographique
La commune de Saleignes appartient à la partie la plus élevée du département, faisant partie de la bordure méridionale du Seuil du Poitou où tout son territoire est supérieur à 100 mètres d'altitude. Avec une altimétrie moyenne de 130 mètres, Saleignes est en fait la troisième commune la plus haute du département de la Charente-Maritime, se situant après Les Éduts (131 mètres) et Vinax (145 mètres).
Le coteau le plus haut s'élève à 149 mètres, en bordure de la forêt de Chef-Boutonne, près de Bois-Giffart, sur la limite départementale.
Situés sur un plateau karstifié aux allures de causse, les terrains sont secs en été et remplis d'eau chaque hiver dès les premières pluies d'automne. Cependant, ces sols calcaires superficiels conviennent bien aux chênes qui constituent la principale essence de la forêt d'Aulnay où celle-ci se prolonge dans celle de Chef-Boutonne au sud-est.
Dès le début du XIXe siècle, la roche calcaire a été extraite dans des carrières à ciel ouvert favorisant l'implantation d'un four à chaux et d'une tuilerie dans la commune, activités industrielles que facilitait l'apport du bois des forêts alentour. Ces activités ont totalement disparu aujourd'hui.
Le sol argilo-calcaire, qui donne une terre de groie facile à travailler et qui bien amendée est d'une grande fertilité, est particulièrement propice à la céréaliculture intensive. Déjà, dans le courant du XIXe siècle, deux moulins à vent fonctionnaient dans la commune, grâce à une importante production locale de blé, d'orge et d'avoine. Cette activité agricole, dominante aujourd'hui dans la commune, a permis de fixer sur place un important silo de stockage de céréales.
Au sud et à l'ouest, la couverture forestière s'est considérablement amenuisée et a laissé place aujourd'hui à de grandes étendues de terres à céréales, aux champs ouverts, rappelant les grands terroirs céréaliers de la plaine de l'Aunis et de la Saintonge du nord. Ce paysage agricole d'openfield se prolonge vers les plateaux du Ruffécois dans le département de la Charente.

### Une commune fortement boisée
Saleignes est encore une commune fortement boisée où la forêt est située essentiellement au nord-est et à l'est du village, sur la limite départementale des Deux-Sèvres et sur les terres les plus hautes du finage communal. Aujourd'hui, 45 % de son finage communal est recouvert de bois et forêts, ce qui en fait l'une des communes les plus boisées de la Charente-Maritime.
Ces bois qui constituent une fraction de la forêt de Chef-Boutonne où cette dernière s'étend sur 800 hectares des deux côtés de la limite départementale prolongent au sud-est la Forêt d'Aulnay. Ces deux forêts domaniales sont gérées par l'ONF qui entretient et exploite des peuplements représentés essentiellement par le chêne pédonculé, le chêne rouvre, le chêne pubescent et le hêtre commun, cette dernière essence étant devenue aujourd'hui très rare en forêt d'Aulnay.

### Localisation
| \| Saleignes en Charente-Maritime. · Saleignes \| Saleignes en Charente-Maritime. |
| Saleignes en Charente-Maritime. · Saleignes                                       |

Saleignes se trouve à 16 km à l'est d'Aulnay-de-Saintonge et  à 36 km à l'est de Saint-Jean-d'Angély, chef-lieu d'arrondissement de la Charente-Maritime et principale ville de la Saintonge du Nord. Le bourg le plus proche et le plus important par son équipement en services de première nécessité est celui de Néré. Cet ancien chef-lieu de canton auquel appartenait Saleignes est situé à seulement 5,5 km au sud-ouest, sur la D 131, route départementale qui relie Néré à Chef-Boutonne via Saleignes.
La ville des Deux-Sèvres la plus proche est Chef-Boutonne qui est également un chef-lieu de canton, lequel est situé à 22 km au nord-est directement par la D 131. Cette petite ville était encore accessible par chemin de fer jusqu'en 1950 depuis la petite gare ferroviaire de Saleignes-Romazières.
La ville la plus proche en Charente est Ruffec qui se situe à 30 km à l'ouest du village de Saleignes.
C'est par cette commune que le 46e parallèle de latitude Nord entre dans le département de la Charente-Maritime.

### Communes limitrophes
Au nord de Saleignes, le Bois de Chef-Boutonne qui s'étend sur 800 hectares occupe un plateau élevé et karstique et sépare la commune des villages forestiers et agricoles de Vinax au nord, des Éduts au sud-ouest et de Romazières au sud-est, ce dernier étant limitrophe également du département des Deux-Sèvres. À l'ouest, le Bois de Chantemerlière sépare Saleignes de la commune et de Contré qui abrite le point culminant de la Charente-Maritime avec le site du Bois de Chantermerlière haut de 173 mètres.
Au-delà de la limite départementale, dans les Deux-Sèvres, la commune d'Aubigné, située dans le canton de Chef-Boutonne, jouxte la petite commune de Saleignes que sépare le massif forestier de Chef-Boutonne.
| Vinax     |           | Aubigné (Deux-Sèvres) |
|           | Saleignes |                       |
| Les Éduts |           | Romazières            |

### Hydrographie
Aucun cours d'eau référencé par le Sandre ne traverse la commune.

## Urbanisme

### Typologie
Au 1er janvier 2024, Saleignes est catégorisée commune rurale à habitat très dispersé, selon la nouvelle grille communale de densité à 7 niveaux définie par l'Insee en 2022.
Elle est située hors unité urbaine et hors attraction des villes,.

### Occupation des sols
L'occupation des sols de la commune, telle qu'elle ressort de la base de données européenne d’occupation biophysique des sols Corine Land Cover (CLC), est marquée par l'importance des territoires agricoles (54,5 % en 2018), une proportion identique à celle de 1990 (54,5 %). La répartition détaillée en 2018 est la suivante : 
terres arables (49,6 %), forêts (42,3 %), zones agricoles hétérogènes (5 %), milieux à végétation arbustive et/ou herbacée (3,2 %). L'évolution de l’occupation des sols de la commune et de ses infrastructures peut être observée sur les différentes représentations cartographiques du territoire : la carte de Cassini (XVIIIe siècle), la carte d'état-major (1820-1866) et les cartes ou photos aériennes de l'IGN pour la période actuelle (1950 à aujourd'hui).

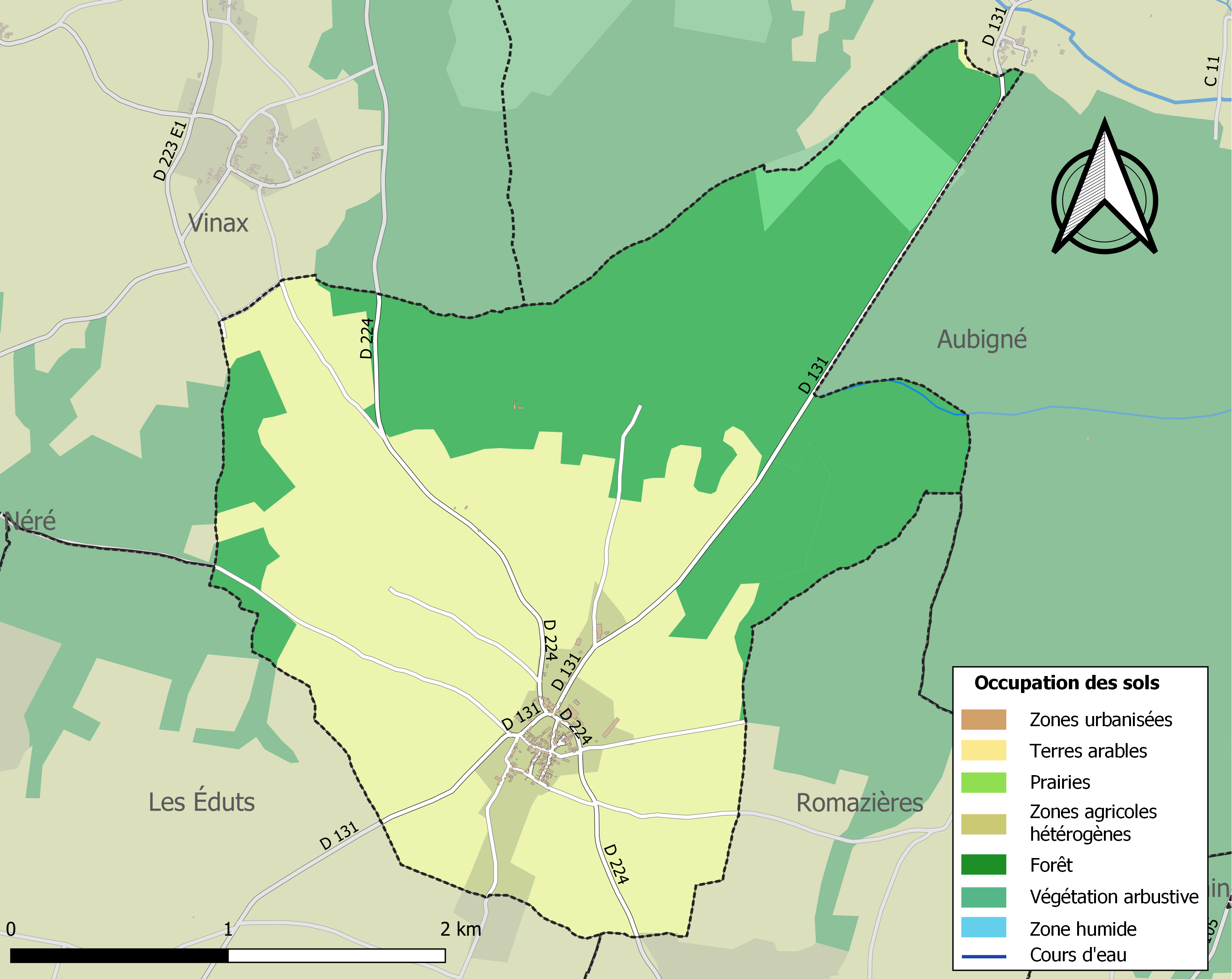
Carte des infrastructures et de l'occupation des sols de la commune en 2018 (CLC).

### Risques majeurs
Le territoire de la commune de Saleignes est vulnérable à différents aléas naturels : météorologiques (tempête, orage, neige, grand froid, canicule ou sécheresse), mouvements de terrains et séisme (sismicité modérée). Il est également exposé à un risque technologique,  le transport de matières dangereuses. Un site publié par le BRGM permet d'évaluer simplement et rapidement les risques d'un bien localisé soit par son adresse soit par le numéro de sa parcelle.

#### Risques naturels

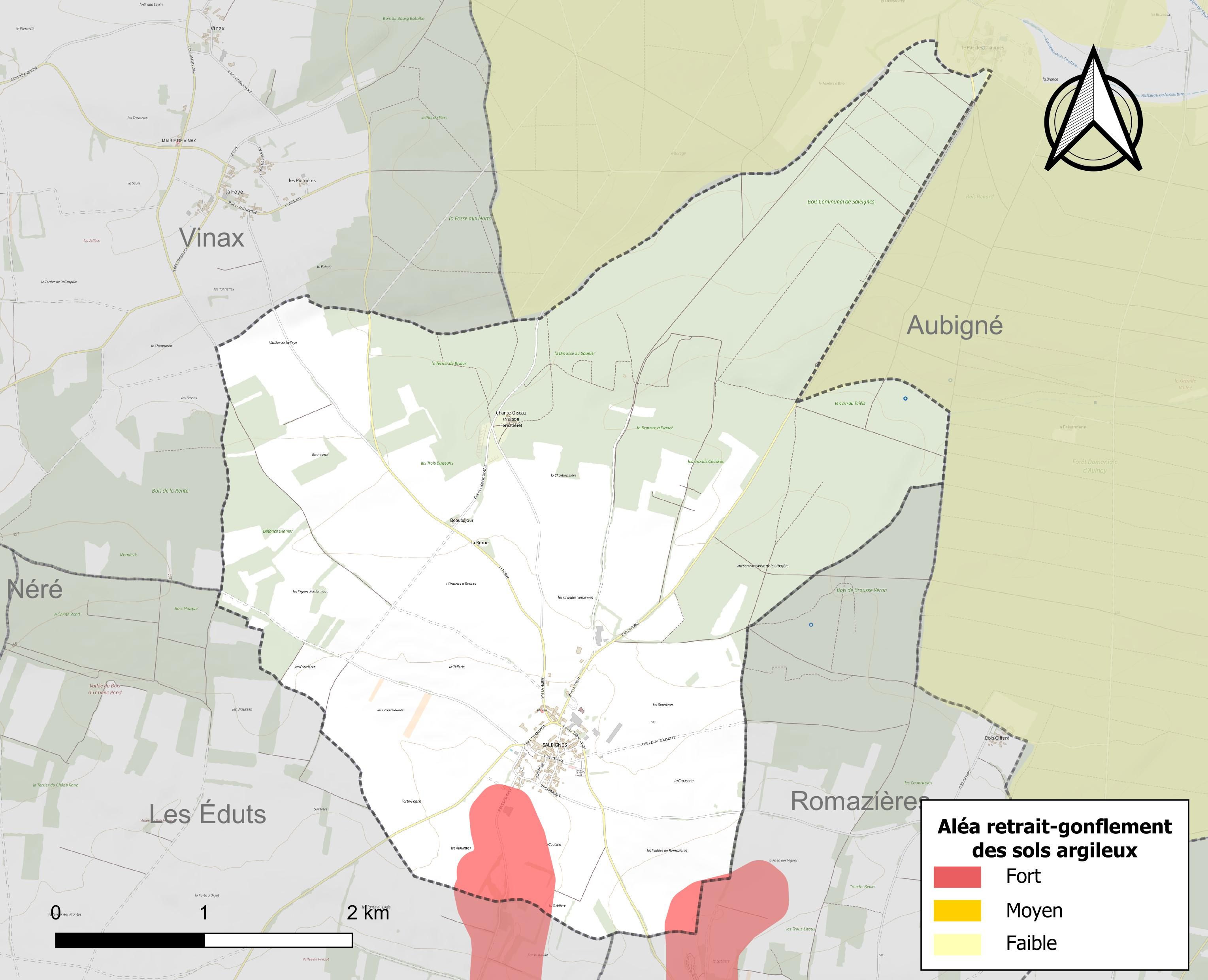
Carte des zones d'aléa retrait-gonflement des sols argileux de Saleignes.

Les mouvements de terrains susceptibles de se produire sur la commune sont des tassements différentiels.
Le retrait-gonflement des sols argileux est susceptible d'engendrer des dommages importants aux bâtiments en cas d’alternance de périodes de sécheresse et de pluie. 2,9 % de la superficie communale est en aléa moyen ou fort (54,2 % au niveau départemental et 48,5 % au niveau national). Sur les 67 bâtiments dénombrés sur la commune en 2019,  2 sont en aléa moyen ou fort, soit 3 %, à comparer aux 57 % au niveau départemental et 54 % au niveau national. Une cartographie de l'exposition du territoire national au retrait gonflement des sols argileux est disponible sur le site du BRGM,.
Par ailleurs, afin de mieux appréhender le risque d’affaissement de terrain, l'inventaire national des cavités souterraines permet de localiser celles situées sur la commune.
La commune a été reconnue en état de catastrophe naturelle au titre des dommages causés par les inondations et coulées de boue survenues en 1982, 1999 et 2010. Concernant les mouvements de terrains, la commune a été reconnue en état de catastrophe naturelle au titre des dommages causés par la sécheresse en 2003 et 2005 et par des mouvements de terrain en 1999 et 2010.

#### Risques technologiques
Le risque de transport de matières dangereuses sur la commune est lié à sa traversée par une ou des infrastructures routières ou ferroviaires importantes ou la présence d'une canalisation de transport d'hydrocarbures. Un accident se produisant sur de telles infrastructures est susceptible d’avoir des effets graves sur les biens, les personnes ou l'environnement, selon la nature du matériau transporté. Des dispositions d’urbanisme peuvent être préconisées en conséquence.

## Démographie
L'évolution du nombre d'habitants est connue à travers les recensements de la population effectués dans la commune depuis 1793. Pour les communes de moins de 10 000 habitants, une enquête de recensement portant sur toute la population est réalisée tous les cinq ans, les populations de référence des années intermédiaires étant quant à elles estimées par interpolation ou extrapolation. Pour la commune, le premier recensement exhaustif entrant dans le cadre du nouveau dispositif a été réalisé en 2005.

En 2022, la commune comptait 57 habitants, en évolution de −6,56 % par rapport à 2016 (Charente-Maritime : +4,04 %, France hors Mayotte : +2,11 %).
| 1793 | 1800 | 1806 | 1821 | 1831 | 1836 | 1841 | 1846 | 1851 |
| ---- | ---- | ---- | ---- | ---- | ---- | ---- | ---- | ---- |
| 246  | 205  | 222  | 226  | 267  | 271  | 279  | 257  | 245  |

| 1856 | 1861 | 1866 | 1872 | 1876 | 1881 | 1886 | 1891 | 1896 |
| ---- | ---- | ---- | ---- | ---- | ---- | ---- | ---- | ---- |
| 235  | 252  | 242  | 222  | 240  | 248  | 220  | 207  | 230  |

| 1901 | 1906 | 1911 | 1921 | 1926 | 1931 | 1936 | 1946 | 1954 |
| ---- | ---- | ---- | ---- | ---- | ---- | ---- | ---- | ---- |
| 210  | 195  | 188  | 183  | 182  | 189  | 206  | 203  | 183  |

| 1962 | 1968 | 1975 | 1982 | 1990 | 1999 | 2005 | 2006 | 2010 |
| ---- | ---- | ---- | ---- | ---- | ---- | ---- | ---- | ---- |
| 170  | 138  | 134  | 117  | 97   | 77   | 68   | 68   | 64   |

| 2015 | 2020 | 2022 | - | - | - | - | - | - |
| ---- | ---- | ---- | - | - | - | - | - | - |
| 61   | 58   | 57   | - | - | - | - | - | - |

La commune de Saleignes fait partie des communes les moins peuplées du canton d'Aulnay auxquelles s'ajoutent Les Éduts, Romazières et Vinax qui ont toutes le trait commun de compter moins de 100 habitants.
Cette petite commune rurale, comme beaucoup dans cette partie du nord-est de la Charente-Maritime, appartient à ces zones rurales en voie de désertification où le problème démographique est particulièrement préoccupant. Lors du recensement de 2007, Saleignes comptait 67 habitants. À son apogée vers le milieu du XIXe siècle, pendant la Monarchie de Juillet, elle en comptait le quadruple, 279 en 1841. Mais l'accélération de la dépopulation de la commune a été impressionnante depuis la fin de la Seconde Guerre mondiale où Saleignes a perdu plus de la moitié de sa population en moins d'un demi-siècle seulement passant de 203 habitants ne 1946 à 97 habitants en 1990.
Aujourd’hui la densité est nettement inférieure à 10 hab/km2 (9 hab/km2 en 2007), ce qui en fait une des communes les moins densément peuplées de la Charente-Maritime.

## Toponyme
Plusieurs hypothèses sont évoquées concernant l'origine du nom de la commune.
- Le nom du village de Saleignes proviendrait d'un toponyme d'origine latine Villa Salenia[Information douteuse], c'est-à-dire le domaine d'un riche propriétaire terrien de l'époque gallo-romaine[21]. Albert Dauzat et Charles Rostaing citent le nom d'homme gallo-romain Salenius comme origine de l'appellation villa Salenia sur la commune[22].
- Ernest Nègre y voit l'anthroponyme gallo-romain Salanus, suivi d'un suffixe -as[23].

## Histoire

### Une paroisse du Poitou au Moyen Âge
Dès le Moyen Âge, Saleignes relève de la province du Poitou dont la paroisse et l'église appartiennent au monastère de Saint-Cyprien de Poitiers. Elle se dénommait alors Saint-Didier-de-Saleignes et, ce, jusqu'à la Révolution française.

### Une paroisse poitevine rattachée à la Charente-Inférieure en 1790
Pendant le XVIIIe siècle, la paroisse de Saleignes est située dans la Généralité de Poitiers, dépend de l'Élection de Niort et appartient au marquisat de Chef-Boutonne.
Lors de la création du département de la Charente-Inférieure, Saleignes est détachée du Poitou et forme une commune incorporée dans le canton de Néré. Ce dernier qui comprenait onze communes a subsisté de 1790 à 1800 avant de fusionner dans le nouveau canton d'Aulnay, devenu dès lors le plus vaste canton de la Charente-Maritime.

### La prospérité auXIXesiècle
Pendant la Monarchie de Juillet, la commune connaît une certaine prospérité et atteint même son apogée sur le plan démographique où elle enregistre son chiffre de population record avec 271 habitants recensés en 1841. À cette époque, la commune comptait deux moulins à vent en activité ainsi qu'un four à chaux et une tuilerie qui étaient avantageusement approvisionnés par les bois de la forêt alentour pour actionner les fours.
En 1880, la commune fait aménager dans une belle maison bourgeoise du bourg le local pour la mairie, puis en 1925 y fera installer l'école et le logement de l'instituteur.
En 1893, la Compagnie de chemins de fer départementaux décide de relier Saint-Jean-d'Angély à Saint-Saviol en passant par Aulnay-de-Saintonge et Chef-Boutonne. En 1896, la commune est équipée d'une gare au lieu-dit la Borne sur la nouvelle ligne ferroviaire qui traversait le canton d'Aulnay et est dénommée gare de Saleignes-Romazières. Cette voie ferrée métrique de la ligne Saint-Jean-d'Angély - Saint-Saviol a fonctionné pendant plus d'un demi-siècle mais a dû cesser toutes ses activités fin décembre 1950, ce qui a été un coup très dur pour le canton d'Aulnay et en particulier pour les petites communes rurales.

### Saleignes auXXesiècle
Dès le début du XXe siècle, la commune est touchée par le mouvement de l'exode rural entamé depuis la seconde moitié du XIXe siècle; ce phénomène ne s'est pas estompé malgré quelques réalisations importantes (construction d'une voie ferrée et de la gare ferroviaire, installation de l'école et de la mairie en 1925 dans de nouveaux locaux).
Au lendemain de la Seconde Guerre mondiale, la commune connaît une très forte déprise agricole et rurale, aggravée par la fermeture définitive de la gare ferroviaire. Si l'économie locale dépend en grande partie de l'exploitation forestière qui est gérée par l'ONF, la céréaliculture intensive est devenue dominante. Celle-ci est introduite dès les années 1960 après les opérations de remembrement agricole qui touchent l'ensemble de la Saintonge du Nord. Un paysage d'openfield apparaît maintenant au sud de Saleignes sur les terres de groie bien amendées où les grands champs ouverts ont succédé au semi-bocage qui caractérisait le terroir agricole de Saleignes encore au lendemain de l'après-guerre.
Au début des années 1980, à la suite de la fermeture de l'école et du déplacement du local de la mairie, le bel immeuble style Troisième république construit en 1880 est transformé en gîtes communaux. Ces derniers sont inaugurés en 1983 et sont le premier gîte d'étape réalisé en Charente-Maritime.

## Lieux et monuments
L'église Saint-Didier fut construite au Moyen Âge, pendant le XIVe siècle, mais a subi une restauration quasi complète au XIXe siècle, probablement pendant le Second Empire, selon le modèle des églises romanes dont l'abside avec une copie de cul-de-four et l'architecture néo-gothique représentée par son clocher carré à flèche d'ardoise.
Le GR 36 qui va de Ouistreham (Calvados) à Bourg-Madame (Pyrénées-Orientales) traverse la commune.

## Administration

### Liste des maires
| Période                                  | Période  | Identité           | Étiquette | Qualité                                                      |
| ---------------------------------------- | -------- | ------------------ | --------- | ------------------------------------------------------------ |
| avant 1995                               | ?        | Christian Perrin   |           |                                                              |
| 2001                                     | 2008     | Christian Dupont   |           |                                                              |
| 2008                                     | 2020     | Hélène Chaunux     | DVD       | Agricultrice retraitée                                       |
| 2020                                     | En cours | Christelle Marchet |           | Employés civils et agents de service de la fonction publique |
| Les données manquantes sont à compléter. |          |                    |           |                                                              |

### Canton
La commune de Saleignes appartient depuis mars 2015 au canton de Matha, après avoir longtemps dépendu du canton d'Aulnay.

### Intercommunalité
La commune adhéra de 1994 à 2013 à la communauté de communes du canton d'Aulnay-de-Saintonge dont le siège administratif était situé à Aulnay-de-Saintonge. Depuis le 1er janvier 2014, la commune adhère à la Communauté de communes des Vals de Saintonge qui regroupe les communes du nord-est de la Charente-Maritime et dont le siège se trouve à Saint-Jean-d'Angély.

### Orientation bibliographique
- Jean-Luc Flohic (ouvrage collectif sous la direction de), Le patrimoine des communes de la Charente-Maritime, éditions Flohic - Collection Le Patrimoine des communes de France. (Monographie sur la commune de Saleignes, Tome 1, p.p. 142/143).
- M.A. Gautier, Le dictionnaire des communes de la Charente-Maritime - Notices communales (réédition de la Statistique du département de la Charente-Inférieure de 1839), éditions Les Chemins de la Mémoire, Saintes. (Notice communale sur Saleignes, p. 138).
- Michel de la Torre, Charente-Maritime - L'art et la nature de ses 472 communes, éditions Nathan, Paris, 1985. (Notice sur Saleignes)